# Anne Veski
Anne Tynisovna Vaarmann (Rapla, 27 de febrero de 1956), conocida como Anne Veski, es una cantante pop estonia.

## Biografía

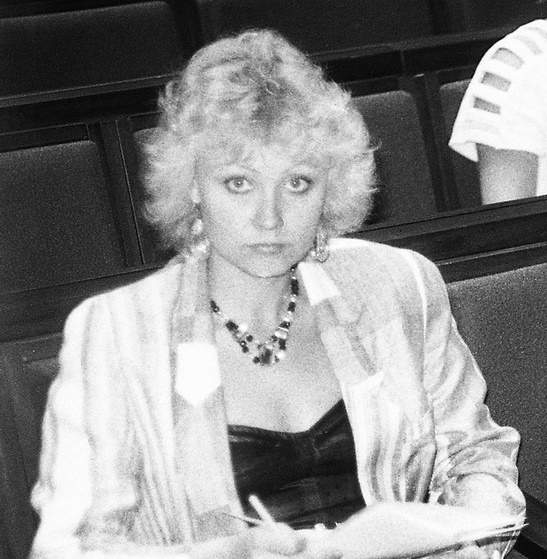
Anne Veski en 1988

Veski nació como Anne Vaarmann en Rapla (Estonia). Se graduó en la escuela de música de la ciudad, tras lo cual ingresó en la Universidad Tecnológica de Tallin, donde estudió planificación industrial.
Cuando era estudiante, fue presidenta del club TPI Eva y ganadora de un concurso nacional de arte. Como estudiante, también participó en el concurso de jóvenes cantantes de ETV "Kaks takti ette" (Dos barras por delante) (1977-1978), donde quedó en segundo lugar y recibió el premio al favorito de los televidentes. El éxito de la joven cantante fue la canción "Charlie the Kitten", interpretada en la primera ronda del programa de televisión. Durante sus años universitarios, Anne Vaarmann se casó con Jaak Veski y en 1978 nació su hija Kerli. Ese mismo año, Anne Veski comenzó a trabajar como solista en la Filarmónica Estatal de la República Socialista Soviética de Estonia.
Se graduó de la universidad en 1978, como economista. Al terminar sus estudios, se convirtió en cantante profesional y empezó a trabajar como solista con los grupos Mobile y Vitamiin. Su primer gran éxito en estonio fue «Roosiaia kuninganna» («Reina del jardín de las rosas»), en 1980. Otros éxitos destacados en estonio fueron «Troopikaöö» («Noche tropical») en 1979, «Viimane Vaatus» («Último acto»), en 1983 y «Jääd või ei?» («¿Te quedarás o no?»), en 1986.
Tras organizar el conjunto Nemo, Veski comenzó su carrera en solitario en 1984. Ese mismo año participó en el Festival Internacional de la Canción de Sopot (Polonia). En el certamen, recibió Primeros Premios en dos categorías: el Amber Nightingale a la mejor interpretación de una canción polaca (con la entrada «Polka Idolka») y el Intervision Song Contest por la canción «Nadezhda gasnet». El Primer Premio Intervision fue en realidad un accésit, ya que la ganadora Krystyna Giżowska recibió el Gran Premio.
Las canciones populares en ruso de su repertorio incluyen "Vozmi menya s soboy" ("Take Me With You"; 1983), "Milyy, goryacho lyubimyy" ("My Darling Beloved One"; 1994) y "Radovat'cya zhyzni" ("Disfruta la vida"; 2001).
En 1987, Veski actuó en el documental de rock estonio Pingul keel (Cuerda tensa) junto a otros cantantes y músicos estonios tan notables como Urmas Alender, Ivo Linna y Tõnis Mägi.
Está considerada una de las Top 10 de cantantes estonios más legendarios de la historia.  Anne Veski es una figura destacada en la escena musical europea, esta estrella del pop estonia ha lanzado más de 25 álbumes desde que comenzó su carrera en 1983. Es una de las cantantes pop más populares de su país, como Koit Toome.

## Familia
Veski se casó por primera vez con el letrista Jaak Veski (1956-1994) en 1977. Su hija Kerli Veski es diplomática y ha trabajado en el Consulado de Estonia en Moscú. La pareja se divorció en 1981. El segundo matrimonio de Veski fue con su manager, Benno Beltšikov.

## Premios y reconocimientos
- Artista de Mérito de la República Socialista Soviética de Estonia (1984).
- Orden de la Estrella Blanca, Clase V. (La Orden de la Estrella Blanca es una condecoración civil estonia otorgada a personas que se han distinguido en el servicio público, la economía, la educación, la ciencia, la cultura, los deportes u otros logros).

- 1984 – Artista Honorario de la República Socialista Soviética de Estonia.
- 2006 – Orden de la Estrella Blanca, 5.ª clase. (La Orden de la Estrella Blanca es una condecoración civil estonia otorgada a personas que se han distinguido en el servicio público, la economía, la educación, la ciencia, la cultura, los deportes u otros logros).
- 2007 – Orden de Lomonosov (Fondo Estatal de Premios Públicos; Rusia).
- 2011 – Orden de la Amistad, Rusia.
- 2014 – Premio de Música de Estonia – contribución a la música estonia.[11]
- 2015 – Orden del Mérito de Tallin.[12]
- 2018 – Uno de los tranvías musicales de Tallin lleva el nombre de Anne Veski.
- 2021 – Baltic Star en el Festival Internacional de Teatro de San Petersburgo Baltiiski Dom.
- 2021 – Orden de Honor y Orgullo de Estonia del Club de Amigos Barclay de Tolly.
- 2022 – Radio Elmar Mejor Artista Femenina del Año 25.[13]
- 2024 – 2.º puesto entre las Mujeres Estonias del Siglo (8.000 lectores de la revista Eesti Naine votaron para elegir a la Mujer del Siglo entre 50 candidatas).[14]

## Discografía seleccionada

### Solo
- Anne Veski (1983)
- Поет Анна Вески (1983) EP
- Позади крутой поворот (1984) EP
- Sind aeda viia tõotan ma! (1985)
- Я обещаю вам сады (1985)
- Радоваться жизни (1986) EP
- Pihtimus (1995)
- Armukarneval (2000)
- Diiva (2000)
- Не грусти, человек (2002)
- Lootus (2003)
- Ни о чем не жалейте (2004)
- Live 2008 (2008)
- Ingleid ei (2009)
- Kõike juhtub / Все бывает (2010)
- Sünnipäev kahele (2011)
- Kallis, kuula (2013)
- Võta minu laul (2016)
- Ma tänan teid : juubelikontserdi live (2016)
- Anne Veski "Veereb, aeg nii veereb" (2018)

### Colaboraciones
- Anne Veski ja ansambel "Muusik-Seif" (1983), Anne Veski ja Muusik-Seif
- Tänan! (1988), Anne Veski & Nemo
- Kutse tantsule nr. 9: Suvekuningannad (1998), Anne Veski & Marju Länik
- Sünnipäev kahele (2011), Anne Veski & Ain Tammesson

## Programas
- "Leia mind tuhandete seast. Anne Veski" (ETV, 1985).[15]
- "Anne Veski tuledemeres" (ETV, 1994; kontsert Tallinna Linnahallis, konferansjee Urmas Ott, saatejuht Reet Oja).[16]
- "Carte blanche. Anne Veski" (ETV, 1995; saatejuht Urmas Ott).[17]
- "Tähelaev. Anne Veski" (ETV, 2006; saatejuht Margus Saar).[18]
- "Täna õhtul... Anne Veski" (ETV, 2009; saatejuht Vahur Kersna).[19]
- "Hea tuju maaletooja. Anne Veski" (ETV, 2018; saatejuht Karmel Killandi).[20]
- "Anne Veski. 40 aastat laval" (ETV, 2018; soolokontsert Saku Suurhallis).[21]

## Vídeos de YouTube
- Anne Veski & Nemo - Ajaproov (disco sintetizador, Estonia URSS 1986).[22]
- Anne Veski - Nadie puede oír (euro disco, Estonia 1994).[23]
- Anne Veski–«Jaad Voi Ei».[24]